# Metropolia di Moschonisi

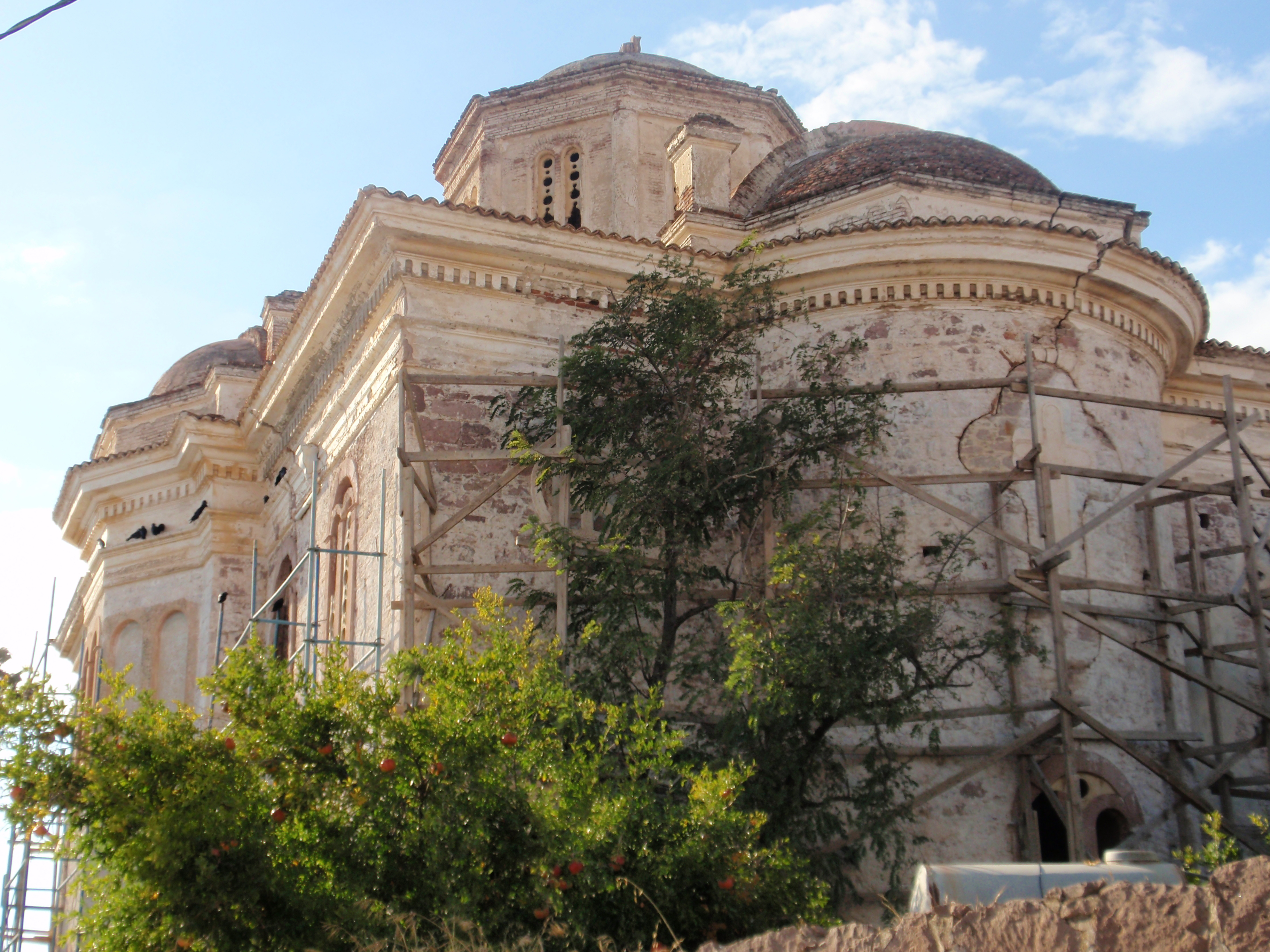
L'ex cattedrale dei Santi Arcangeli sull'isola di Cunda, trasformata dapprima in moschea e poi in un museo.

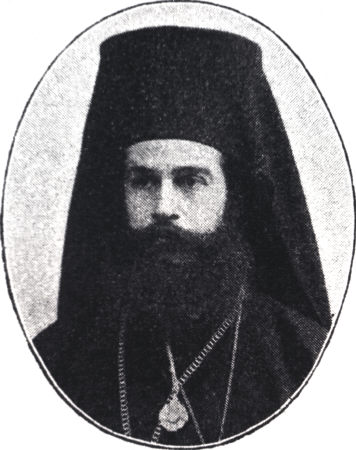
Il metropolita Ambrogio Pliantidis, ultimo vescovo residente di Moschonisi, che fu giustiziato dai turchi il 15 settembre 1922.

La metropolia di Moschonisi (in greco: Ιερά Μητρόπολης Μοσχóνησιων ; Ierá Mitrópolīs Moschónisiōu)  è una sede soppressa del patriarcato di Costantinopoli.

## Storia
La metropolia comprendeva l'arcipelago di Moschonisia (isole Ayvalık), un gruppo di una ventina di piccole isole compreso tra Lesbo e la costa turca, oggi amministrativamente parte del distretto di Ayvalık.
Dal punto di vista ecclesiastico le isole facevano parte della metropolia di Efeso fino al 1644. In seguito passò sotto la giurisdizione di altre metropolie: Mitilene (1644-1729), esarcato patriarcale (1729-1742), Smirne (1742-1750), Efeso (1750-1760), Mitilene (1760-1763), infine ancora Smirne nel 1763.
La diocesi di Moschonisi, suffraganea della metropolia di Smirne, fu eretta il 30 gennaio 1766. Fu promossa al rango di metropolia il 19 febbraio 1922. La sede del metropolita si trovava sull'isola di Cunda (nota anche come Alibey, in greco: Μοσχονήσι o Μοσχόνησος), dove c'era la cattedrale, dedicata ai Santi Arcangeli.
Durante la guerra greco-turca (1919-1922), le isole furono dapprima occupate dall'esercito greco, poi furono evacuate per l'invasione dell'esercito ottomano. I greci superstiti furono giustiziati il 15 settembre 2022; tra questi anche il metropolita Ambrogio Pliantidis. A seguito del trattato di Losanna, per porre fine alla guerra greco-turca, nel 1923 fu attuato uno scambio di popolazioni tra Grecia e Turchia che portò alla totale estinzione della presenza cristiana ortodossa nel territorio della metropoli.
Il titolo di metropolita di Moschonisi è ancora assegnato, ma è un semplice titolo vescovile non residenziale.

## Cronotassi
- Gabriele † (4 aprile 1766 - novembre 1767 eletto metropolita di Giannina)[2]
- Cirillo † (marzo 1768 - 1794 deceduto)
- Paisio Prikalos † (ottobre 1794 - 1800 eletto metropolita di Varna)
- Dionisio † (luglio 1800 - dopo il 1809)
- Bartolomeo Pirounis † (15 settembre 1818[3] - giugno 1821 dimesso)
- Callinico † (febbraio 1832 - 1842 dimesso)
- Melezio † (1842 - giugno 1855 sospeso)
- Cirillo † (giugno 1855 - 27 marzo 1872 deceduto)
- Paisio † (29 marzo 1872 - 11 agosto 1882 deceduto)
- Giacomo Leventinos † (25 agosto 1882 - agosto 1897 deceduto)
- Neofito Kotzamanidis † (11 settembre 1897 - 27 aprile 1906 eletto metropolita di Varna)
- Nicodemo Papadopoulos † (23 maggio 1906 - 8 dicembre 1911 eletto metropolita di Proconneso)
- Diodoro Karatzis † (26 gennaio 1912 - 30 marzo 1913 eletto vescovo di Campania)
- Fozio Marinakis † (30 aprile 1913 - 19 febbraio 1922 dimesso)
- Ambrogio Pliantidis † (19 febbraio 1922 - 15 settembre 1922 deceduto)
- Apostolos Danielidis † (4 settembre 2000 - 29 agosto 2011 eletto metropolita di Derco)
- Cirillo Dragunis, dal 9 marzo 2020